# Lepidosaphes fulleri
Lepidosaphes fulleri är en insektsart som beskrevs av Fernald 1903. Lepidosaphes fulleri ingår i släktet Lepidosaphes och familjen pansarsköldlöss. Inga underarter finns listade i Catalogue of Life.